# Heraclia perpallida
Heraclia perpallida là một loài bướm đêm trong họ Noctuidae.